# Tháp BMW
Trụ sở chính BMW (tiếng Đức: BMW-Vierzylinder "bốn xi lanh BMW", cũng gọi là tháp BMW hoặc BMW Hochhaus) là một công trình biểu tượng nổi bật ở München là trụ sở chính của hãng sản xuất ô tô ở Bayern BMW trong hơn 40 năm. Nó được công nhận là tòa nhà lịch sử được bảo vệ vào năm 1999. Công tác cải tạo mở rộng bắt đầu vào năm 2004 và được hoàn thành vào năm 2006.
Tháp được xây dựng giữa năm 1968 và năm 1972 và đã xây xong trước Thế vận hội Mùa hè 1972. Tháp được khánh thành sau đó vào ngày 18 tháng năm 1973. Tháp cao 101 mét và tọa lạc gần làng Olympic và thường được coi là một trong những ví dụ đáng chú ý nhất của kiến trúc tại München. Bên ngoài của tòa tháp được cho là bắt chước hình dạng của bốn xi-lanh trong một động cơ xe hơi, với bảo tàng viện (tòa nhà thấp) đại diện cho một đầu xi lanh.